# Louis Patris
Louis Patris (Gembloux, 7 giugno 2001) è un calciatore belga, difensore del Sint-Truiden in prestito dall'Anderlecht.

## Carriera

### Club
Cresciuto nei settori giovanili di Standard Liegi e OH Lovanio, ha esordito in prima squadra il 1º marzo 2021, nella partita di campionato vinta per 2-0 contro l'Anversa. Il 7 agosto 2022 segna la prima rete in carriera, in occasione dell'incontro di Pro League perso per 4-2 contro l'Anversa; il 31 agosto rinnova il proprio contratto fino al 2027.
Dopo aver fornito buone prestazioni durante la stagione 2022-2023, l'8 luglio 2023 viene acquistato dall'Anderlecht per 3,5 milioni €.

### Nazionale
Ha giocato nelle nazionali giovanili belghe Under-16, Under-17, Under-18, Under-19 ed Under-21; con quest'ultima nazionale nel 2023 ha anche partecipato agli Europei di categoria.

## Statistiche

### Presenze e reti nei club
Statistiche aggiornate al 30 marzo 2025.
| Stagione            | Squadra           | Campionato        | Campionato | Campionato | Coppe nazionali | Coppe nazionali | Coppe nazionali | Coppe continentali | Coppe continentali | Coppe continentali | Altre coppe | Altre coppe | Altre coppe | Totale | Totale | Totale |
| Stagione            | Squadra           | Comp              | Pres       | Reti       | Comp            | Pres            | Reti            | Comp               | Pres               | Reti               | Comp        | Pres        | Reti        | Pres   | Reti   |        |
| ------------------- | ----------------- | ----------------- | ---------- | ---------- | --------------- | --------------- | --------------- | ------------------ | ------------------ | ------------------ | ----------- | ----------- | ----------- | ------ | ------ | ------ |
| 2020-2021           | OH Lovanio        | D1                | 2          | 0          | CB              | 0               | 0               | -                  | -                  | -                  | -           | -           | -           | 2      | 0      |        |
| 2021-2022           | OH Lovanio        | D1                | 6          | 0          | CB              | 0               | 0               | -                  | -                  | -                  | -           | -           | -           | 6      | 0      |        |
| 2022-2023           | OH Lovanio        | D1                | 33         | 2          | CB              | 2               | 0               | -                  | -                  | -                  | -           | -           | -           | 35     | 2      |        |
| Totale OHL          | Totale OHL        | Totale OHL        | 42         | 2          |                 | 2               | 0               |                    | -                  | -                  |             | -           | -           | 44     | 2      |        |
| 2023-2024           | Anderlecht        | D1                | 16         | 1          | CB              | 2               | 0               | -                  | -                  | -                  | -           | -           | -           | 18     | 1      |        |
| ago. 2024           | Anderlecht        | D1                | 1          | 0          | CB              | 0               | 0               | -                  | -                  | -                  | -           | -           | -           | 1      | 0      |        |
| Totale Anderlecht   | Totale Anderlecht | Totale Anderlecht | 17         | 1          |                 | 2               | 0               |                    | -                  | -                  |             | -           | -           | 19     | 1      |        |
| set. 2024-giu. 2025 | Sint-Truiden      | D1                | 24         | 0          | CB              | 3               | 0               | -                  | -                  | -                  | -           | -           | -           | 27     | 0      |        |
| Totale carriera     | Totale carriera   | Totale carriera   | 82         | 3          |                 | 7               | 0               |                    | -                  | -                  |             | -           | -           | 89     | 3      |        |

### Cronologia presenze e reti in nazionale
| Cronologia completa delle presenze e delle reti in nazionale ― Belgio under 21 | Cronologia completa delle presenze e delle reti in nazionale ― Belgio under 21 | Cronologia completa delle presenze e delle reti in nazionale ― Belgio under 21 | Cronologia completa delle presenze e delle reti in nazionale ― Belgio under 21 | Cronologia completa delle presenze e delle reti in nazionale ― Belgio under 21 | Cronologia completa delle presenze e delle reti in nazionale ― Belgio under 21 | Cronologia completa delle presenze e delle reti in nazionale ― Belgio under 21 | Cronologia completa delle presenze e delle reti in nazionale ― Belgio under 21 |
| Data                                                                           | Città                                                                          | In casa                                                                        | Risultato                                                                      | Ospiti                                                                         | Competizione                                                                   | Reti                                                                           | Note                                                                           |
| ------------------------------------------------------------------------------ | ------------------------------------------------------------------------------ | ------------------------------------------------------------------------------ | ------------------------------------------------------------------------------ | ------------------------------------------------------------------------------ | ------------------------------------------------------------------------------ | ------------------------------------------------------------------------------ | ------------------------------------------------------------------------------ |
| 23-9-2022                                                                      | Heverlee                                                                       | Belgio under 21                                                                | 1 – 2                                                                          | Paesi Bassi under 21                                                           | Amichevole                                                                     | -                                                                              | 45’                                                                            |
| 26-9-2022                                                                      | Valenciennes                                                                   | Francia under 21                                                               | 2 – 2                                                                          | Belgio under 21                                                                | Amichevole                                                                     | -                                                                              |                                                                                |
| Totale                                                                         |                                                                                | Presenze                                                                       | 2                                                                              |                                                                                | Reti                                                                           | 0                                                                              |                                                                                |